# 纳格马科恩装甲运兵车
纳格马科恩（希伯来语：‎，意為「增強型步兵戰車」）是以色列国防军所装备的重型装甲运兵车。

## 设计
起初，以色列国防军为与约旦河西岸加沙地带巴勒斯坦地区的巴勒斯坦解放组织激进派作战、镇压巴勒斯坦人等任务中使用M113装甲车，但其应对诸如RPG-7、KPV重机枪、反坦克地雷等武器的能力低下，因此以色列通过以色列版百夫长坦克肖特·卡尔演变出纳格马科恩重型装甲运兵车。
纳格马科恩设计有厚实的底部装甲用以抵御反坦克地雷，并且能够在正前方安装诸如扫雷器、推土铲、压轮等工程设备。除了自身的装甲外，纳格马科恩还能外挂格栅装甲、反应装甲来提升对RPG的防御力。
虽然纳格马科恩的尾部没有设计车门，作为装甲运兵车辆似乎不太合格，但其相比M113而言，更厚实的装甲对于车内人员的保护要更加得好。

## 衍生型
- 纳格马科恩 狗窝 装备2挺FN MAG通用机枪。
- 纳格马科恩 狗窝II 装备4挺FN MAG通用机枪。
- NAGMAPOP(‎) 装备有一根非常高的遥感设备，用于长途通信。

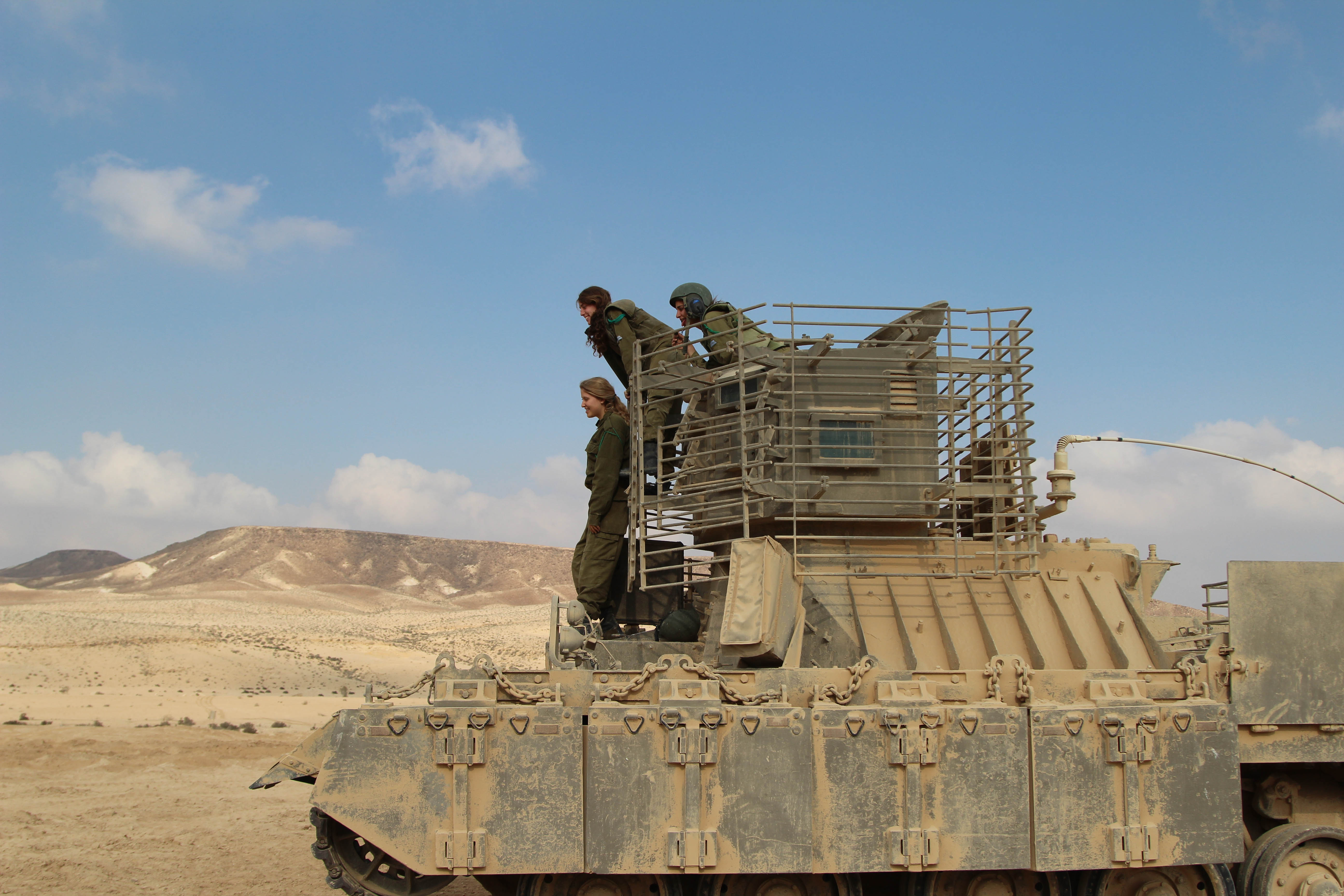
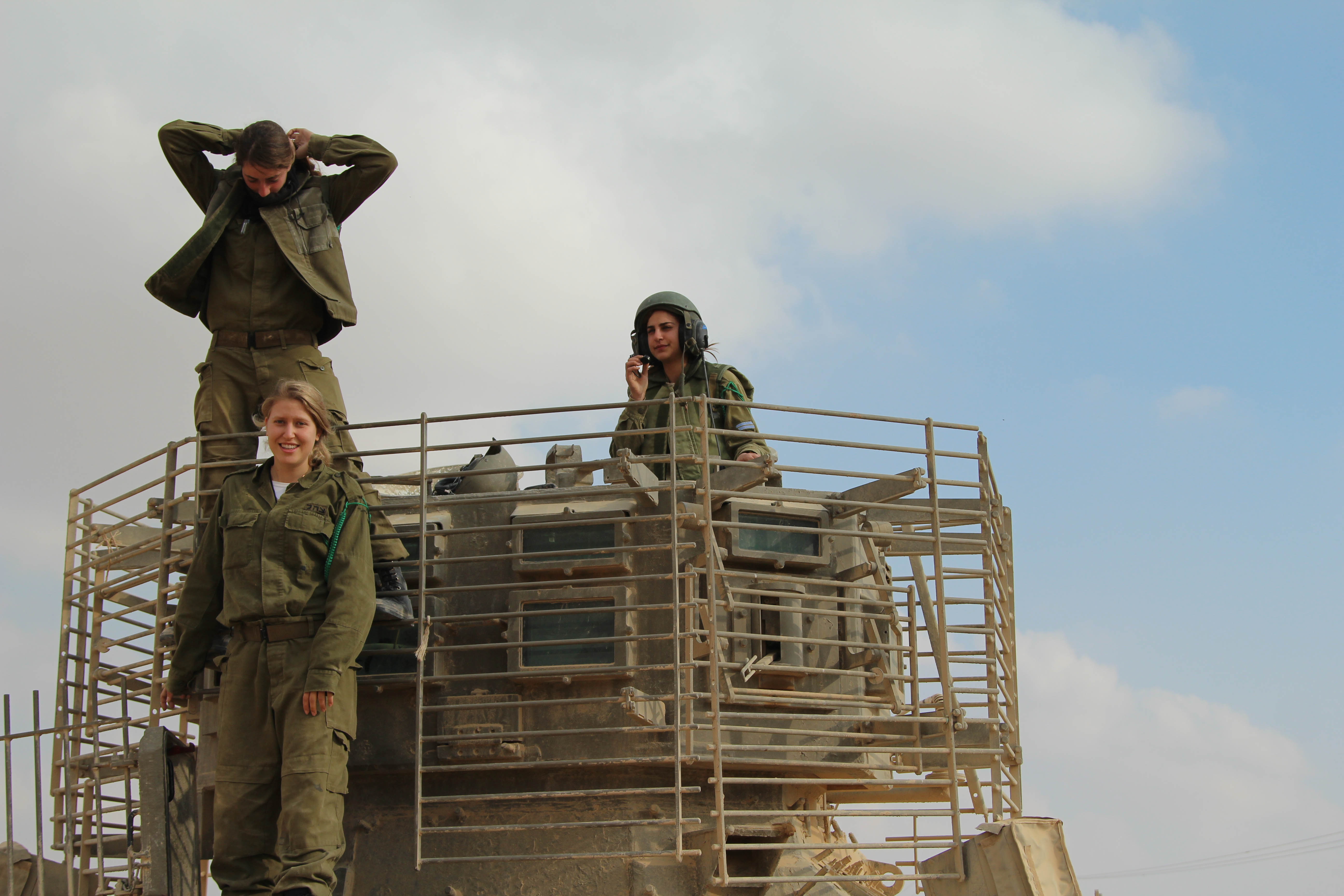
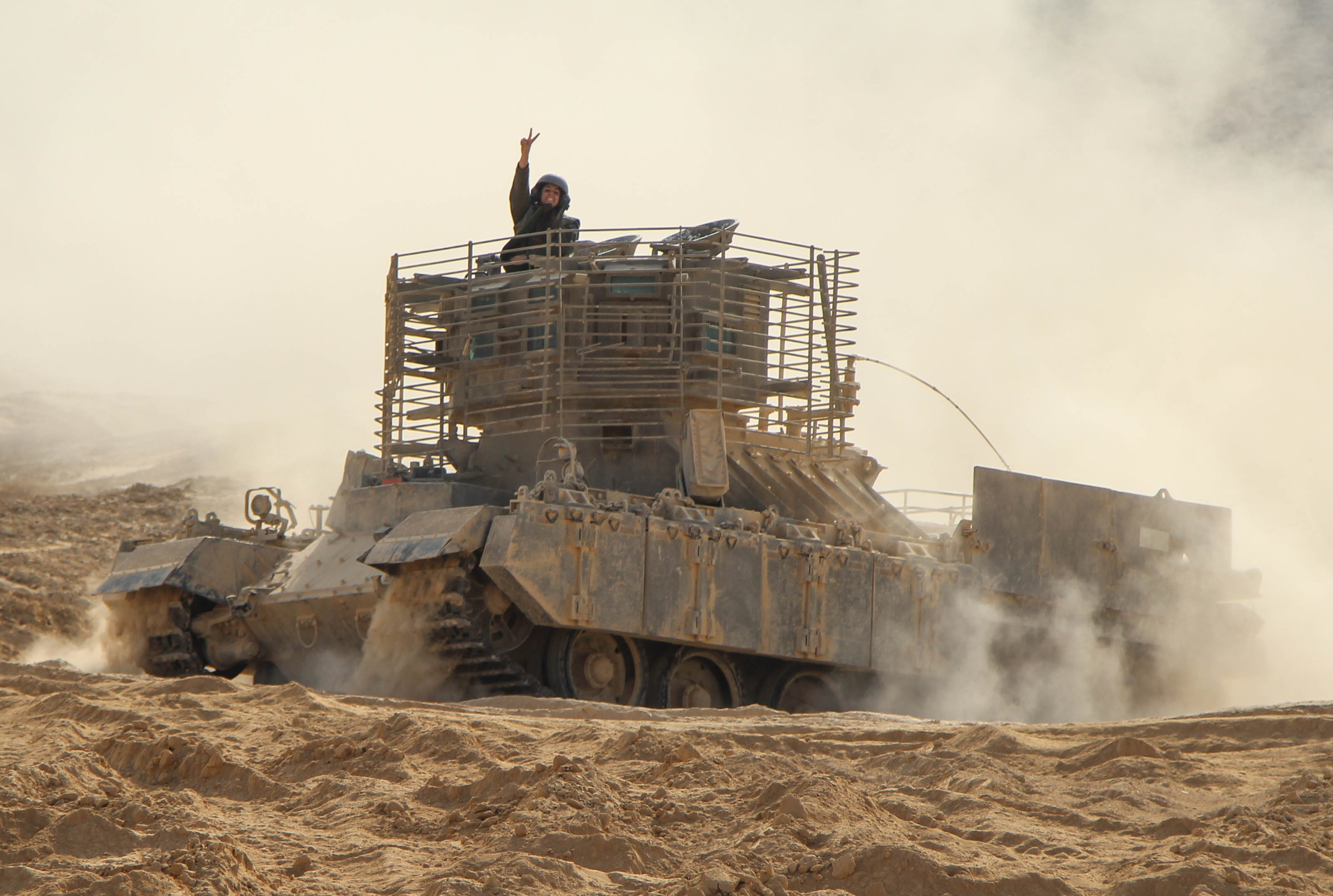
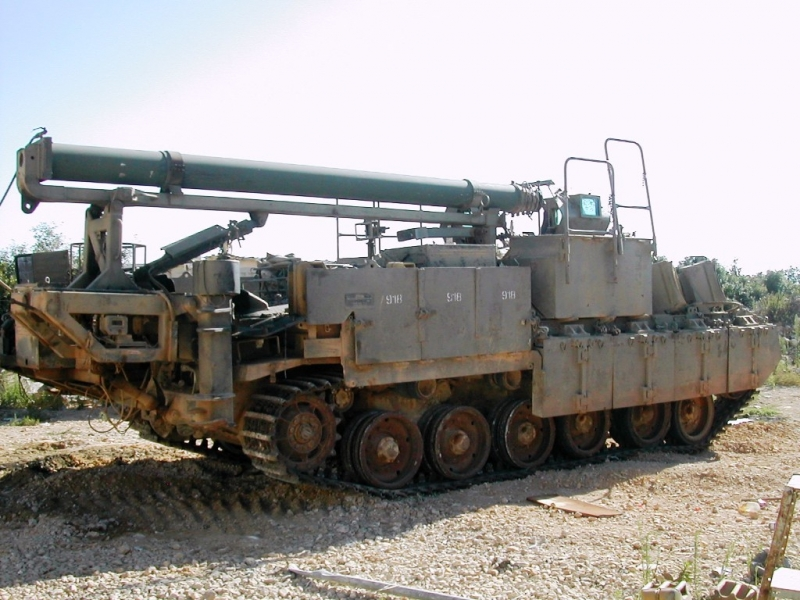
NAGMAPOP